# Michelle Obama
Michelle LaVaughn Robinson Obama (Chicago, Illinois, 17 januari 1964) is een Amerikaanse advocate, bestuurder aan de Universiteit van Chicago en van 20 januari 2009 tot 20 januari 2017 de 44ste first lady van de Verenigde Staten, als echtgenote van de 44e Amerikaanse president Barack Obama.
Michelle al Robinson werd geboren in South Side Chicago en studeerde aan Princeton University en Harvard Law School. Ze keerde terug naar Chicago om er bij een bureau als advocate te gaan werken. Ze is de zus van de Amerikaanse basketbalcoach Craig Robinson.
Michelle leerde Barack Obama kennen toen hij bij hetzelfde advocatenbureau kwam werken. Ze trouwden in 1992. Op 4 juli 1998 werd hun eerste dochter Malia Ann geboren en 10 juni 2001 kregen ze hun tweede dochter Natasha (Sasha). Ze woonden in South Side Chicago en na de verkiezing van haar man tot senator bleven zij er wonen in plaats van naar Washington D.C. te verhuizen. Direct na de inauguratie, op 20 januari 2009, heeft het gezin zijn intrek genomen in het Witte Huis. Ook haar moeder ging daar wonen om de zorg voor haar dochters mede op zich te nemen. Michelle wordt gezien als een van de belangrijkste adviseurs van haar man.

## Biografie
Michelle LaVaughn Robinson werd geboren op 17 januari 1964 in Chicago. Haar vader Fraser Robinson III werkte bij de stedelijke watercentrale en was tevens een democratisch districtshoofd. Haar moeder Marian Shields Robinson werkte als secretaresse in een postorderbedrijf. Ze bleef thuis totdat Michelle het hoger middelbaar onderwijs aanvatte.

### Familie Robinson
De familie Robinson vindt haar oorsprong in de zuidelijke Amerikaanse staten bij Afro-Amerikanen van voor de Amerikaanse Burgeroorlog. Haar betovergrootvader Jim Robinson was een Amerikaanse slaaf in South Carolina, waar vandaag de dag nog verwanten wonen. Ze groeide op in Euclid Avenue in de buurt South Shore van Chicago, en werd opgevoed in wat ze zelf beschrijft als een "normale" woning met "een moeder die thuis zit, een vader die werkt, met het avondeten aan de tafel". Het gezin amuseerde zich door samen spelletjes als Monopoly te spelen en te lezen.

### Opleiding
Zij en haar broer Craig sloegen het tweede leerjaar over. In haar zesde leerjaar zat Michelle in een klas voor begaafden in de Bryn Mawr Elementary School. Daarna ging ze naar het Whitney Young High School waar ze vier jaar lang tot de besten van haar school behoorde. Daar nam ze vakken voor gevorderden, was ze lid van de National Honor Society en werd penningmeester van de leerlingenraad. Het dagelijkse pendelen van haar huis in de South Side naar de Near West Side nam drie uren in beslag. Op school was ze bevriend met de dochter van Jesse Jackson, Santita Jackson. Ze behaalde haar middelbaar diploma in 1981 als op een na beste van haar jaar.
Michelle werd geïnspireerd door haar broer om hem te volgen naar de Princeton University omdat hij haar had laten zien dat het mogelijk was; Craig Robinson studeerde af in 1983. Op Princeton stelde ze de onderwijsmethoden bij de lessen Frans ter discussie, omdat ze vond dat er meer gesprekken moesten worden gevoerd. Haar thesis had de titel "Princeton Educated Blacks and the Black Community". Ze zei: "Ik herinner me dat ik geschokt was door studenten die een BMW hadden. Ik kende zelfs geen ouders die een BMW hadden." Michelle Robinson studeerde sociologie, specialiseerde zich in Afrikaans-Amerikaanse studies en behaalde haar diploma Bachelor of Arts in 1985 cum laude. Daarna behaalde ze eveneens een rechtendiploma (Juris Doctor) aan de Harvard Law School in 1988. Op Harvard nam ze deel aan politieke betogingen voor het aanstellen van professoren uit minderheidsgroepen. Ze is de derde first lady met een postgraduaatsdiploma, na Hillary Clinton en Laura Bush. In juli 2008 aanvaardde ze de uitnodiging om erelid te worden van de honderd jaar oude zwarte meisjesstudentenvereniging Alpha Kappa Alpha, die nog geen afdeling op Princeton had toen zij daar studeerde.

### Carrière
Na haar studies was zij verbonden aan het kantoor in Chicago van het advocatenkantoor Sidley Austin. Zij werkte daar op het gebied van marketing en intellectueel eigendom. Zij bezit nog steeds de licentie om rechtszaken te mogen voeren maar in feite is zij sinds 1993 vrijwillig inactief op dat vlak.
Later, 1991, werkte Obama in de publieke sector als juridisch assistent van de Burgemeester van Chicago en als "Assistant Commissioner of Planning and Development". In 1993 stapte zij over naar Public Allies, waar zij uitvoerend directeur werd van het kantoor in Chicago.
Obama werd in 1996 benoemd tot adjunct-decaan voor "Student Services" aan de Universiteit van Chicago. Zij was daar verantwoordelijk voor de ontwikkeling van het "Community Service Center". In 2002 startte zij haar werk voor "University of Chicago Hospitals". Eerst als uitvoerend directeur voor gemeenschapszaken, later als vice-president op het gebied van gemeenschap en externe zaken. Ze behield deze baan gedurende het begin van Barack Obama's politieke carrière maar bracht het later terug tot een parttimebaan teneinde in staat te zijn zowel voor haar dochters te kunnen zorgen als bij te kunnen dragen aan de campagne van haar echtgenoot. Later nam zij - onbetaald - verlof.
In 2010 werd Obama door het Amerikaanse zakenblad Forbes tot machtigste vrouw van de wereld bestempeld als eerste zwarte first lady en rolmodel voor meisjes en vrouwen wereldwijd.

## Huwelijk en gezin

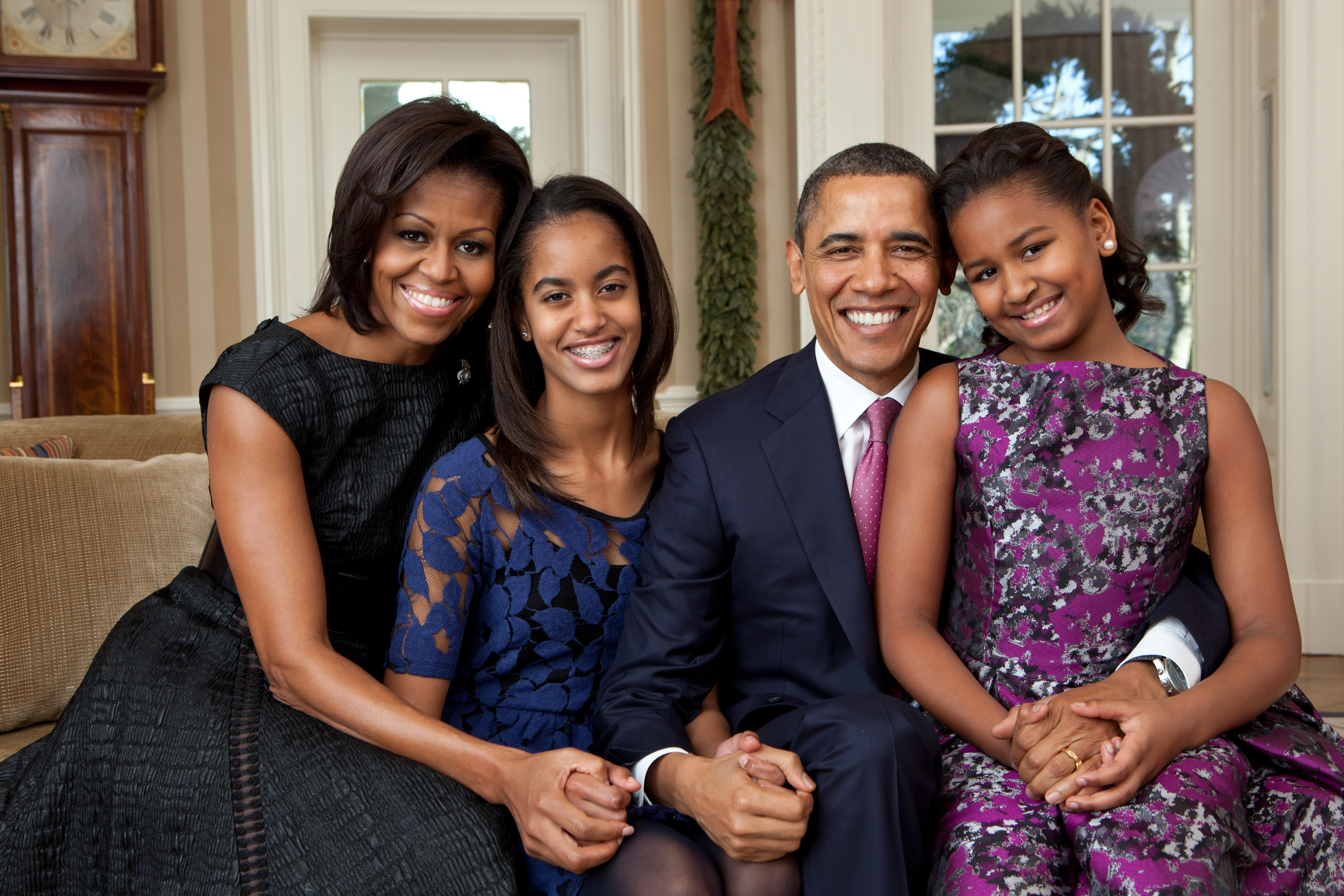
Obama met Michelle en hun kinderen Malia Ann en Sasha (2011)

Michelle ontmoette Barack Obama toen er nog maar weinig Afro-Amerikanen op hun advocatenkantoor werkten. Sidley Auston en zij werden opgedragen om Barack te begeleiden op het moment dat hij daar fungeerde als medewerker in de zomer. Hun kennismaking begon met een zakenlunch en vervolgens op een bijeenkomst voor buurtwerk waar Barack een grote indruk op haar had nagelaten. Hun eerste afspraakje was in de bioscoop en ze kozen de film Do the Right Thing van Spike Lee. Het koppel trouwde in oktober 1992, en kreeg twee dochters, Malia Ann (1998) en Natasha (2001). Na de verkiezing van Barack voor de Amerikaanse Senaat bleef het gezin Obama wonen in de South Side-buurt van Chicago. Ze bleven liever daar dan te verhuizen naar Washington. Tijdens de verkiezingscampagne van Barack Obama in 2008 voor president van de Verenigde Staten besloot Michelle slechts één keer in de week 's nachts weg te zijn om twee dagen per week campagne te kunnen voeren, zodat ze aan het einde van de tweede dag weer thuis was voor hun kinderen.
Hun huwelijk had zijn ups en downs. De combinatie van een veranderend gezinsleven en het begin van een politieke carrière leidde tot veel discussies over het in evenwicht houden van werk en gezin. Barack schreef in zijn tweede boek, The Audacity of Hope: Thoughts on Reclaiming the American Dream: "We waren moe en gespannen, hadden weinig tijd voor een gesprek, en veel minder voor romantiek". Ondanks hun familiale verplichtingen en carrières bleven ze wel proberen om af en toe 's avonds uit te gaan. Hun dochters gingen naar de privé-school University of Chicago Laboratory Schools.
Als lid van de schoolraad vocht Michelle voor behoud van diversiteit op school terwijl andere leden contact zochten met de University of Chicago om plaatsen te reserveren voor kinderen van de personeelsleden van de universiteit. Dit resulteerde in een plan om de school uit te breiden. De twee dochters gaan nu naar de Sidwell Friends School in Washington, na ook de Georgetown Day School te hebben overwogen. Ze vertelde in een interview in The Ellen DeGeneres Show dat Barack en zij geen plannen hebben om meer kinderen te krijgen. Ze kregen raad van vorige first lady's Laura Bush, Rosalynn Carter en Hillary Clinton over de opvoeding van kinderen in het Witte Huis. Marian Robinson, de moeder van Michelle, verhuisde naar het Witte Huis om hen te helpen met de kinderen.

## Prominente familieleden
Michelle is de zus van Craig Robinson, basketbalcoach voor de mannenploeg van de Oregon State University. Ze is het nichtje van rabbijn Capers C. Funnye Jr., een van de meest prominente zwarte rabbijnen van de Verenigde Staten.

## Publicaties
- Becoming, Crown, 2018